# Jurij Chmelnytskyj
Jurij Bogdanovitj Chmelnytskyj (ukrainska: Юрій Богданович Хмельницький, ryska Юрий Богданович Хмельницкий, polska Jerzy Chmielnicki), född 1641, död 1685, son till Bogdan Chmelnytskyj, var zaporizjakosackernas politiska och militära ledare.
Även om Chmelnytskyj tillbringade hälften av sitt vuxna liv som munk så hade han också varit zaporizjakosackernas hetman i åren 1659-1660 och 1678-1681. Han efterträdde Ivan Vygovskij som hade gått över till den polsk/litauiska sidan. Chmelnytskyj bekräftade till en början den zaporizjakosackiska trohetseden till Tsarryssland men gick så småningom över i polsk/litauiska tjänst.